# Motoren
Motoren est une valse de Johann Strauss Sohn (op. 265). L'œuvre est créée le 10 février 1862 dans la salle Sofienbad de Vienne.

## Histoire
La valse est écrite pendant le carnaval de 1862 pour le bal des étudiants en ingénierie et technologie de l'Université de Vienne, auxquels la pièce est dédiée. Avec cette œuvre, Johann Strauss érige un monument musical au progrès industriel et technique de  l'époque wilhelminienne. Cependant, l'œuvre n'est pas chaleureusement accueillie par le public. Cependant, elle reçoit régulièrement  des éloges dans la presse. C'est une œuvre moyenne du compositeur, mais rien de plus. En conséquence, elle disparait des répertoires des concerts, dans lesquels le grand nombre de compositions de Strauss se font concurrence.

## Durée
Sa durée d'exécution est d'environ 6 minutes et 30 secondes. Elle peut varier légèrement selon l'interprétation musicale du chef d'orchestre.

## Interprétations notables
La pièce est notamment jouée lors du concert du nouvel an 1997 à Vienne, sous la direction de Riccardo Mutti.